# Congorilla
Congorilla – dźwiękowy film dokumentalny zrealizowany przez Martina i Osę Johnsonów w roku 1932. Film zawiera sceny spotkania pary z Pigmejami w Kongu Belgijskim. W filmie została zarejestrowana scena w której Martin, częstuje nieostrożnego pigmeja cygarem po czym robi mu się niedobrze. Film ten odwrócił tendencję w realizacji filmów safari, jako dokumentacji groźnych i niebezpiecznych wypraw w głąb afrykańskiego lądu, nadając im charakter turystycznej wyprawy.